# قمر (سوره)
سورهٔ قمر سورهٔ ۵۴ از قرآن است و ۵۵ آیه دارد.

## محتوا
این سوره به خاطر مکی بودنش بحث‌هایی از مبدأ و معاد دارد، و مخصوصاً بیانگر کیفرهای گروهی از اقوام پیشین است که بر اثر لجاجت و عناد و پیمودن راه کفر و ظلم و فساد یکی، پس از دیگری، به عذاب‌های کوبندهٔ اللهی گرفتار و هلاک شدند.
و به دنبال هر یک از سرگذشت‌ها جمله ﴿وَلَقَدْ يَسَّرْنَا الْقُرْآنَ لِلذِّكْرِ فَهَلْ مِنْ مُدَّكِرٍ﴾ («ما قرآن را برای تذکر، آسان ساختیم. آیا کسی هست که متذکر شود») تکرار می‌کند تا درسی باشد برای مسلمین و کفار.
به‌طور کلی محتوای این سوره را در چند بخش می‌توان خلاصه کرد:
۱. آغاز سوره که از مسئلهٔ نزدیکی قیامت و موضوع شق‌القمر و اصرار مخالفان در انکار آیات الهی سخن می‌گوید.
۲. در بخش دیگر از نخستین قوم سرکش و متمرد و لجوج، یعنی قوم نوح و مسئلهٔ طوفان به صورت فشرده‌ای بحث می‌کند.
۳. بخش دیگر داستان قوم عاد و عذاب دردناک آن‌ها را شرح می‌دهد.
۴. در چهارمین بخش سخن از قوم ثمود و مخالفت آن‌ها با پیامبرشان صالح و همچنین معجزهٔ ناقه و سرانجام مجازات آن‌ها با صیحهٔ آسمانی است.
۵. سپس به سراغ قوم لوط می‌رود و ضمن اشاره گویا و فشرده‌ای به کفر و انحراف اخلاقی آن‌ها به قسمتی از عذاب دردناکشان اشاره می‌کند.
۶. در بخش دیگر سخن بسیار کوتاهی از آل فرعون و مجازات آن‌ها آمده‌است.
۷. و در آخرین بخش مقایسه‌ای میان این اقوام و مشرکان مکه و مخالفان پیامبر اسلام کرده، آیندهٔ خطرناکی را که در صورت ادامهٔ این راه در پیش دارند بازگو می‌کند، و سوره را با شرح قسمتی از مجازات مجرمان در قیامت و پاداش‌های عظیم پرهیزکاران پایان می‌دهد.

## وجه تسمیه
نامگذاری سورهٔ به قمر به مناسبت نخستین آیهٔ سوره است که از شق‌القمر بحث می‌کند.

## فضیلت تلاوت سوره
در حدیثی از پیغمبر گرامی اسلام می‌خوانیم: «هرکس سورهٔ «اقتربت» (قمر) را یک روز در میان بخواند، روز قیامت در حالی برانگیخته می‌شود که صورتش همچون ماه در شب بدر است، و هرکس آن را هر شب بخواند افضل است، و در روز قیامت نور و روشنایی صورتش بر سایر خلایق برتری دارد.»
مسلماً این درخشندگی صورت در صحنهٔ قیامت نشانهٔ ایمان قوی و راستینی است که در سایهٔ تلاوت این سوره و تفکر و سپس عمل به آن حاصل شده‌است، نه تلاوتی خالی از اندیشه و عمل.
از رسول خدا روایت شده‌است: هر کس در روز جمعه هنگام ظهر سورهٔ قمر را بنویسد و آن را زیر عمامهٔ خود قرار دهد، یا آن را همراه خود قرار دهد در نزد مردم آبرومند و محبوب خواهد بود.

## منبع و پانویس
1. ↑  قرآن کریم، سورهٔ قمر (سورهٔ ۵۴)، آیهٔ ۱۷

- برگزیده تفسیر نمونه (زیر نظر آیت الله مکارم شیرازی)، تحقیق و تنظیم : احمد علی بابایی، جلد پنجم، صفحه ۲۵